# Ngoại Mông
Ngoại Mông (phiên âm Mông Cổ Gadagadu monggol, tiếng Trung: 外蒙古; bính âm: Wài Měnggǔ, Ngoại Mông Cổ) là một tỉnh đã từng thuộc nhà Thanh. Lãnh thổ của tỉnh này gần tương ứng với nước Mông Cổ hiện nay. Tên gọi "Ngoại Mông" tương phản với Nội Mông (Dotugadu monggol, 内蒙古; Nèi Měnggǔ, Nội Mông Cổ), nay là một khu tự trị của Cộng hòa Nhân dân Trung Hoa. Trong cách dùng hiện nay tại Mông Cổ, thuật ngữ "Ар Монгол" (Ar Mongol) có nghĩa là "Bắc Mông Cổ" được sử dụng thay cho từ "Ngoại Mông". Tuy nhiên, thuật ngữ này tiếp tục được sử dụng trong tiếng Trung Quốc và đôi khi được coi là một biểu hiện của chủ nghĩa Đại Hán.
Ngày nay, "Ngoại Mông" đôi khi vẫn còn được sử dụng để đề cập tới Mông Cổ. Thuật ngữ này cũng khá thông dụng tại Đài Loan. Việc sử dụng thuật ngữ này được cho là để ngăn ngừa sự nhầm lẫn giữa đất nước Mông Cổ độc lập và khu tự trị Nội Mông của Trung Quốc. Đề đề cập đến nước Mông Cổ độc lập, truyền thông chính thức tại Cộng hòa Nhân dân Trung Hoa hiện sử dụng từ "Mông Cổ quốc" (蒙古国) thay vì từ "Mông Cổ" (蒙古).